# Чугуевский авиационный ремонтный завод
«Чугуевский авиационный ремонтный завод» (ГП «ЧАРЗ») — украинский государственный авиаремонтный завод, расположенный в городе Чугуев Харьковской области.

## История

### 1938—1991
1 сентября 1938 года были созданы авиационные ремонтные мастерские Чугуевского военного авиационного училища (в дальнейшем ставшие базой для создания завода).
Первым начальником мастерских был назначен воентехник первого ранга Омельченко Афанасий Макарович.
В предвоенные годы мастерскими освоен ремонт самолётов У-2, УТ-2, УТИ-4 и И-16, авиадвигателей М-11 и М-25.
После начала Великой Отечественной войны авиамастерские выполняли боевую задачу по ремонту и модернизации авиатехники для авиации действующей армии, а в конце сентября 1941 года совместно с училищем были эвакуированы в г. Чимкент Казахской ССР.
Первой боевой задачей в эвакуации был ремонт истребителей И-16 для формируемого из лётчиков-инструкторов училища истребительного авиаполка (впоследствии 728-й истребительный авиационный Шумско-Кременецкий Краснознамённый полк).
За годы Великой Отечественной войны мастерскими были возвращены в строй 534 самолёта, 1052 авиадвигателя и 181 спецмашина.
После возвращения летом 1945 года в Чугуев мастерские ремонтировали самолеты Ла-5, Як-7, Ла-7, Ла-9, Ла-11, УТИ Ла-11, Як-11, Як-18, авиадвигатели АШ-82, АШ-82ФН, АШ-21.
В 1941—1945 годы училище имело наименование Чугуевская военная авиационная школа пилотов, а с 1945 по 1960 годы — Чугуевское военное авиационное училище лётчиков.
До 1952 года мастерские входили в состав училища и имели условное наименование — войсковая часть 77906-М.
В 1952 году мастерские были выведены из состава училища и переформированы в 1246 авиационную ремонтную базу ВВС (условное наименование — войсковая часть 42155).
В это время на предприятии ремонтировались самолеты МиГ-15, УТИ МиГ-15 и авиадвигатель ВК-1.
В 1963 году, в связи с ростом объёмов ремонта реактивной авиационной техники, 1246 авиационная ремонтная база была переформирована в 536-й авиационный ремонтный завод Военно-Воздушных Сил (условное наименование — войсковая часть 36986).
В 60-70-е годы на предприятии, наряду с МиГ-15, ремонтировались самолеты МиГ-17, Л-29 и авиадвигатели ВК-1, М701с200 — с500
В 1975 году предприятием был освоен ремонт самолета МиГ-23, а в дальнейшем — доработка и ремонт практически всех его модификаций.
В 80 годы 536 АРЗ был одним из ведущих ремонтных предприятий Военно-Воздушных Сил СССР.

### После 1991
После провозглашения независимости Украины, 536 авиационный ремонтный завод перешел в подчинение министерства обороны Украины.
В 1992 году предприятие приступило к освоению ремонта учебно-тренировочного самолета Л-39, в 1995-96 годах поднимает в воздух первые три отремонтированных Л-39, а с 1997 года допускается к их серийному ремонту.
В 2002 году завод начинает реализацию контракта на ремонт самолетов Л-39 для ВВС Вьетнама и МиГ-23УБ для ВВС Индии, а также поставку средств наземного обслуживания к ним.
В 2003 году предприятие получает наименование ГП «Чугуевский авиационный ремонтный завод» с упразднением ранее существовавших наименований 536 АРЗ и в/ч 36986.
После создания 7 июня 2005 года концерна «Авиавоенремонт», завод вошёл в состав концерна.
Также, в 2005 году начались работы по созданию беспилотного летательного аппарата «Стрепет».
Кроме того, в 2005 году завод осуществил ремонт и предпродажную подготовку десяти Л-39С, излишествующих в Вооружённых Силах Украины, а затем проданных Беларуси 20-21 декабря 2005 года. Также на предприятии ремонтировались самолеты Л-39 для ВВС Азербайджана, Гвинеи, Грузии, Йемена, Казахстана, Узбекистана, Уганды и других государств.
По состоянию на начало 2008 года заводом выполнялись:
- капитальный и текущий ремонт, техническое обслуживание и модернизация самолётов МиГ-23 всех модификаций[1];
- средний ремонт самолётов Л-29 и Л-39[1];
- ремонт агрегатов, узлов, бортовых приборов и иного оборудования, в том числе авиадвигателей М700с500 и вспомогательной силовой установки «Сапфир»[1];
- изготовление средств наземного обслуживания к самолётам МиГ-23, Л-29, Л-39;
- ремонт, поверка и калибровка средств измерительной техники;
- изготовление средств технической диагностики парашютных систем — приспособлений ПР-1, ПР-2 и прибора Пр-200.

В начале 2010 года завод представил демилитаризованный вариант учебно-тренировочного самолёта Л-39C — Л-39Д.
9 июня 2010 года Кабинет министров Украины принял постановление № 405, в соответствии с которым завод вошёл в перечень предприятий авиапромышленности Украины, получающих государственную поддержку.
Летом 2010 года предприятие, совместно государственным научно-исследовательским институтом авиации Воздушных Сил, проводило диагностику технического состояния парашютных систем беспилотных летательных аппаратов Ту-143 с целью продления назначенного эксплуатационного ресурса.
В октябре 2010 года завод подписал меморандум о сотрудничестве с французской компанией «SAGEM D.S.», который предусматривал совместную модернизацию стоящих на вооружении Украины комплексов беспилотных летательных аппаратов Ту-143 и ВР-3 «Рейс», перенос 50 % производства беспилотного авиационного комплекса SPERWER Мk.2 с территории Франции на Чугуевский авиаремонтный завод, совместное производство БПЛА «Стрепет».
В июне 2011 года завод предложил государственной пограничной службе Украины аэростат, оснащённый оптико-электронной системой слежения, тепловизором и системой подкачки гелия (дальность обнаружения аппаратуры в 10 км обеспечивала аэростату возможность контролировать участок в 20 км государственной границы).
На предприятии был освоен средний ремонт и модернизация БПЛА Ту-143 и Ту-143У, также осуществлялось переоборудование БПЛА Ту-143 в мишенные комплексы.

## Современное состояние
После создания в декабре 2010 года государственного концерна «Укроборонпром», завод вошёл в состав концерна.
Наряду с производственными подразделениями в состав ГП «ЧАРЗ» входит учебно-бытовой комплекс, на базе которого проводится обучение авиационных специалистов ремонту и эксплуатации самолетов МиГ-23 и Л-39.
20 июня 2012 года министерство обороны Украины выделило заводу 46,2 млн гривен на капитальный ремонт 12 учебно-тренировочных самолётов Л-39С ВВС Украины[10].
В сентябре 2012 года 7-й бригаде тактической авиации Воздушного командования «Запад» были переданы два Л-39С, отремонтированные на ГП «Чугуевский ремонтный авиационный завод»[11].
В декабре 2012 года завод выполнил капитальный ремонт ещё двух самолётов Л-39С, после окончания ремонта, 11 января 2013 года они были возвращены 831-й бригаде тактической авиации ВВС Украины.[12][13].
В октябре 2013 года заместитель директора по научно-исследовательской и научно-технической подготовке производства ЧАРЗ Дмитрий Тишенко сообщил, что завод завершил разработку проекта Единой системы воздушного наблюдения (ЕСВН)[14].
19 марта 2014 ещё два отремонтированных и перекрашенных в «пиксельный» камуфляж Л-39С передали 203-й учебной авиационной бригаде[15].
Одним из направлений деятельности завода является производство и ремонт беспилотных летательных аппаратов.
В конце ноября 2015 года на полигонные испытания был передан изготовленный для министерства обороны Украины беспилотный летательный аппарат «Spectator»[16]. В январе 2016 года директор ГП «Спецтехноэкспорт» П. А. Барбул сообщил в интервью, что Чугуевский авиаремонтный завод совместно с ОАО «Меридиан» и Киевским политехническим институтом продолжают разрабатывать БПЛА «Spectator»[17].
В 2015-16 годах предприятием был возобновлен выпуск приспособлений ПР-1, ПР-2 и прибора ПР-200 для технической диагностики парашютных систем..
8 июня 2016 года с заводом был заключён контракт на выполнение в 2016—2018 годах ремонта семи учебно-тренировочных самолётов Л-39С для Воздушных Сил Украины[18].
Летом — осенью 2016 года предприятие проводило исследование технического состояния аварийно-спасательного и парашютно-десантного имущества Воздушных Сил Украины, с целью продления их назначенного эксплуатационного ресурса.
В ноябре 2017 года завод проводил техническую диагностику аварийно-спасательного и парашютно-десантного имущества Воздушных Сил Украины методами неразрушающего контроля непосредственно в эксплуатирующих войсковых частях, с использованием подвижной лаборатории технической диагностики парашютных систем, изготовленной предприятием.
До декабря 2017 года Чугуевский АРЗ передал заказчику (Воздушные Силы Украины) четыре отремонтированных учебно-тренировочных самолёта Л-39С.
В 2018 году предприятие, продолжив реализацию контракта на ремонт Л-39С для Воздушных Сил Украины, приступило к реализации контрактов на ремонт указанных типов самолетов в интересах Азербайджана и Беларуси.
Летом 2018 года ГП «ЧАРЗ» в очередной раз, совместно с ГосНИИ испытаний и сертификации вооружения и военной техники, провел исследование технического состояния аварийно-спасательного и парашютно-десантного имущества Воздушных Сил Украины, с целью продления их назначенного эксплуатационного ресурса
1 сентября 2018 года завод отпраздновал свое восьмидесятилетие, а 17 сентября — облетал 120-й отремонтированный самолет Л-39.
По состоянию на 10.01.2019 года предприятием отремонтировано 125 самолетов Л-39 разных модификаций.